# Oxytropis tashkurensis
Oxytropis tashkurensis är en ärtväxtart som beskrevs av S.H.Cheng, X.Y.Zhu, Y.F.Du och Hiroyoshi Ohashi. Oxytropis tashkurensis ingår i släktet klovedlar, och familjen ärtväxter. Inga underarter finns listade i Catalogue of Life.